# Архангеловский сельсовет
Архангеловский сельсовет — сельское поселение в Оренбургском районе Оренбургской области Российской Федерации.
Административный центр — село Архангеловка.

## История
24 сентября 2004 года в соответствии с законом Оренбургской области № 1472/246-III-ОЗ образовано сельское поселение Архангеловский сельсовет, установлены границы муниципального образования.

## Население
| 2010 | 2012 | 2013 | 2014 | 2015 | 2016 | 2017 |
| ---- | ---- | ---- | ---- | ---- | ---- | ---- |
| 704  | ↗707 | ↘695 | ↘679 | ↗682 | ↗706 | ↘705 |
| 2018 | 2019 | 2020 | 2021 |      |      |      |
| ↗711 | ↘707 | ↗712 | ↘688 |      |      |      |

## Состав сельского поселения
| № | Населённый пункт | Тип населённого пункта       | Население |
| - | ---------------- | ---------------------------- | --------- |
| 1 | Архангеловка     | село, административный центр | 588       |
| 2 | Воскресеновка    | село                         | 116       |